# Província d'Aksaray
Aksaray és una de les 81 províncies de Turquia. La capital de la província és la ciutat d'Aksaray.
Limita amb les províncies de Konya pel sud i l'oest, Niğde al sud-est, Nevşehir a l'est i Kırşehir al nord. Inclou una àrea de 7.626 quilòmetres quadrats.

## Geografia física
Aksaray té grans belleses naturals. És una de les quatre províncies de la regió de Capadòcia, junt amb Nevehir, Nide i Kayseri. Al seu territori s'aixeca el volcà mont Hasan, de 3.000 metres d'altitud entre Aksaray i Niğde. Els estius a la plana són càlids i secs, tot i que a la primavera hi ha abundant flora, especialment durant el desglaç. A Aksaray podem trobar també el llac Tuz; és un llac salat amb una extensió de 2.400 km²;

## Districtes
La província d'Aksaray està dividida en 7 districtes:
- Ağaçören
- Aksaray
- Eskil
- Gülağaç
- Güzelyurt
- Ortaköy
- Sarıyahşi

## Història
En l'antiguitat, aquesta zona era coneguda com a Archelais Garsaura; aquesta nomenclatura va passar a convertir-se en Taksara durant l'era seljúcida, per acabar convertint-se en Aksaray.
Les planes de l'Anatòlia central han estat habitades des de fa 8.000 anys i els voltants d'Aksaray acullen monuments de les successives civilitzacions que han ocupat la zona durant tots aquells anys. El túmul d'Akl höyük en la població de Kzlkaya correspon a un assentament datat a l'entorn de l'any 5000 aC, així com un crani femení que aparentment va ser trepanat, en el que es considera la resta més antiga de cirurgia cerebral.
Posteriorment, la ruta de la Seda va creuar aquests paratges, per la qual cosa es van construir caravanserralls i diverses poblacions van ser bastides per proveir i donar empara als comerciants. La ciutat d'Aksaray i els seus voltants van viure el pas de la civilització romana, l'Imperi Romà d'Orient i l'Imperi Otomà.
Actualment, Aksaray és una província agrícola, habitada per gent religiosa i conservadora. A partir dels anys 50 del segle xx s'ha produït una emigració cap a Europa. La població d'Aksaray presenta una proporció de kurds més elevada que en la resta de les províncies d'Anatòlia central. Molts d'ells van ser traslladats des de Tunceli i altres ciutats orientals després de la rebel·lió de Sheikh Said de 1925.

## Llocs d'interès
- Aşıklı Höyük, túmul funerari a 25 quilòmetres al nord de la ciutat d'Aksaray.
- Acemhöyük, un primitiu assentament de l'edat del bronze, a 18 quilòmetres al nord-oest d'Aksaray.
- L'antiga ciutat de Nora, en la població d'Helvadere.
- Nombroses esglésies i mesquites.
- Vall d'Ihlara, un congost, a 40 quilòmetres d'Aksaray, al districte de Güzelyurt.